# Sant Ponç (Barcelona)
Sant Ponç es una entidad de población española del municipio de Sallent de Llobregat, perteneciente a la provincia de Barcelona, en la comunidad autónoma de Cataluña. En 2022, la entidad singular de población tenía empadronados treinta habitantes.